# Klemmlänge

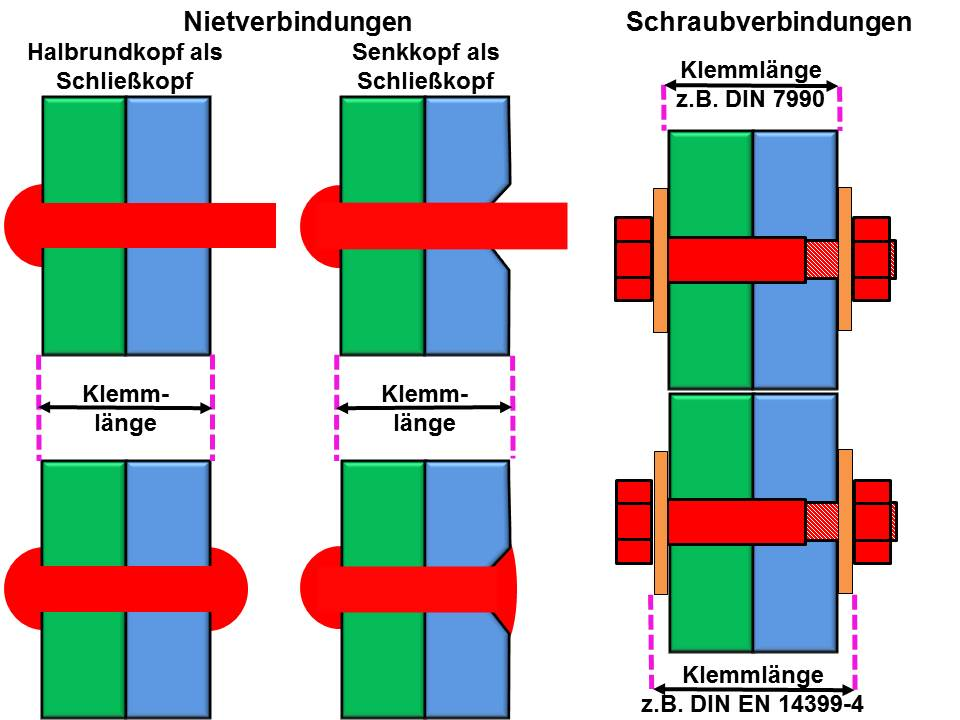
Klemmlängen bei Niet- und Schraubverbindungen

Unter Klemmlänge versteht man in der technischen Mechanik die Dicke der zu verbindenden Elemente einschließlich gegebenenfalls genutzter Unterlegscheiben. Bei Schraubverbindungen ist dies der Abstand zwischen der Schrauben-Auflagefläche bis zur Mutter bzw. Gewindebohrung und bei Nietverbindungen der Abstand zwischen den Auflageflächen der Nietköpfe.

## Variante der Definition
Die o.a. Definition wird in den Normen DIN EN 14399-4 Hochfeste vorspannbare Garnituren für Schraubverbindungen im Metallbau – Teil 4: System HV – Garnituren aus Sechskantschrauben und -muttern und DIN EN 14399-8 Hochfeste planmäßig vorspannbare Schraubenverbindungen für den Metallbau – Teil 8: System HV – Garnituren aus Sechskant-Passschrauben und Muttern verwendet. Davon abweichend wird in den Normen DIN 7990 Sechskantschrauben mit Sechskantmutter für Stahlkonstruktionen und DIN 7968 Sechskant-Passschrauben mit Sechskantmutter für Stahlkonstruktionen die Klemmlänge definiert als Dicke der zu verbindenden Teile ohne Unterlegscheiben.

## Zweck der Festlegung
Von der Schrauben- bzw. Nietgröße abhängige Mindestklemmlängen werden festgelegt, um sichere Verschraubungen und Vernietungen oder die erforderliche Montagevorspannkraft zu garantieren. In den normativen Regelungen für die jeweiligen Schrauben bzw. Niete sind daher die noch zulässigen Klemmlängen als Minimalwerte angegeben.